# Кубок мира по сноуборду 2015/2016
Кубок мира по сноуборду 2015/2016 (англ. 2015–16 FIS Snowboard World Cup) — 22-й по счёту сезон Кубка мира, который начался 30 августа 2015 года в новозеландском горнолыжном курорте Кардона.

## Мужчины

### Хафпайп
| Дата        | Место                   | Победитель           | Второе место           | Третье место               | Ссылка |
| ----------- | ----------------------- | -------------------- | ---------------------- | -------------------------- | ------ |
| 30 авг 2015 | Кардона, Новая Зеландия | Райбу Катаяма Япония | Таку Хираока Япония    | Юрий Подладчиков Швейцария |        |
| 24 янв 2016 | Маммот Маутин, США      | Рё Аоно Япония       | Чейз Джоси США         | Гейб Фергюсон США          |        |
| 6 фев 2016  | Парк Сити, США          | Мэтт Лэдли США       | Рё Аоно Япония         | Наито Андо Япония          |        |
| 14 фев 2016 | Саппоро, Япония         | Рё Аоно Япония       | Маркус Малин Финляндия | Райбу Катаяма Япония       |        |

### Слоупстайл
| Дата        | Место                   | Победительница               | Второе место        | Третье место                | Ссылка |
| ----------- | ----------------------- | ---------------------------- | ------------------- | --------------------------- | ------ |
| 22 авг 2015 | Кардона, Новая Зеландия | Крис Корнинг США             | Юки Кадоно Япония   | Майкл Чиккарелли Канада     |        |
| 23 янв 2016 | Маммот Маутин, США      | Брэндон Дэвис США            | Эрик Уиллет США     | Чарльз Гульдемонд США       |        |
| 21 фев 2016 | Пхёнчхан, Южная Корея   | Брок Кроуч США               | Сеппе Смитс Бельгия | Вилле Паумола Финляндия     |        |
| 20 мар 2016 | Шпиндлерув-Млин, Чехия  | Джейми Николс Великобритания | Крис Корнинг США    | Билли Морган Великобритания |        |

### Биг-эйр
| Дата        | Место                  | Победитель             | Второе место            | Третье место          | Ссылка        |
| ----------- | ---------------------- | ---------------------- | ----------------------- | --------------------- | ------------- |
| 14 ноя 2015 | Лондон, Великобритания | Старт отменён          | Старт отменён           | Старт отменён         | Старт отменён |
| 28 ноя 2015 | Сеул, Южная Корея      | Старт отменён          | Старт отменён           | Старт отменён         | Старт отменён |
| 19 дек 2015 | Стамбул, Турция        | Старт отменён          | Старт отменён           | Старт отменён         | Старт отменён |
| 11 фев 2016 | Бостон, США            | Максенсе Паррот Канада | Майкл Чиккарелли Канада | Чарльз Гульдемонд США |               |
| 13 фев 2016 | Квебек, Канада         | Максенсе Паррот Канада | Тайлер Николсон Канада  | Райан Стэссел США     |               |

## Женщины

### Хафпайп
| Дата        | Место                   | Победитель       | Второе место     | Третье место            | Ссылка |
| ----------- | ----------------------- | ---------------- | ---------------- | ----------------------- | ------ |
| 30 авг 2015 | Кардона, Новая Зеландия | Цай Сюэтун Китай | Хикару Оэ Япония | Софи Родригес Франция   |        |
| 24 янв 2016 | Маммот Маутин, США      | Келли Кларк США  | Хлоэ Ким США     | Мэдди Мастро США        |        |
| 6 фев 2016  | Парк Сити, США          | Хлоэ Ким США     | Мэдди Мастро США | Келли Кларк США         |        |
| 14 фев 2016 | Саппоро, Япония         | Цай Сюэтун Китай | Лю Цзяюй Китай   | Клеманс Грималь Франция |        |

### Слоупстайл
| Дата        | Место                   | Победительница                | Второе место                | Третье место                 | Ссылка |
| ----------- | ----------------------- | ----------------------------- | --------------------------- | ---------------------------- | ------ |
| 22 авг 2015 | Кардона, Новая Зеландия | Джемми Андерсон США           | Лори Блуин Канада           | Хейли Лэнглэнд США           |        |
| 23 янв 2016 | Маммот Маутин, США      | Анна Гярмяти Венгрия          | Джессика Дженсон США        | Карли Шорр США               |        |
| 21 фев 2016 | Пхёнчхан, Южная Корея   | Джемми Андерсон США           | Карли Шорр США              | Кристи Прайор Новая Зеландия |        |
| 20 мар 2016 | Шпиндлерув-Млин, Чехия  | Сильвия Миттермюллер Германия | Кэти Ормерод Великобритания | Шарка Панчохова Чехия        |        |

### Биг-эйр
| Дата        | Место                  | Победитель          | Второе место                | Третье место              | Ссылка        |
| ----------- | ---------------------- | ------------------- | --------------------------- | ------------------------- | ------------- |
| 14 ноя 2015 | Лондон, Великобритания | Старт отменён       | Старт отменён               | Старт отменён             | Старт отменён |
| 28 ноя 2015 | Сеул, Южная Корея      | Старт отменён       | Старт отменён               | Старт отменён             | Старт отменён |
| 19 дек 2015 | Стамбул, Турция        | Старт отменён       | Старт отменён               | Старт отменён             | Старт отменён |
| 11 фев 2016 | Бостон, США            | Джулия Марино США   | Дженна Блэсман Канада       | Бруки Вогт Канада         |               |
| 13 фев 2016 | Квебек, Канада         | Джемми Андерсон США | Кэти Ормерод Великобритания | Керальт Кастельет Испания |               |

## Командные соревнования

### Бордер-кросс

#### Мужчины
| Дата        | Место             | Победитель                     | Второе место                     | Третье место                            | Ссылка |
| ----------- | ----------------- | ------------------------------ | -------------------------------- | --------------------------------------- | ------ |
| 13 дек 2015 | Монтафон, Австрия | FRA-1 Пьер Вольтье Тони Рамуан | ITA-2 Фабио Корди Лука Маттеотти | AUT-1 Алессандро Хеммерле Маркус Шайрер |        |

#### Женщины
| Дата        | Место             | Победитель                            | Второе место                         | Третье место                          | Ссылка |
| ----------- | ----------------- | ------------------------------------- | ------------------------------------ | ------------------------------------- | ------ |
| 13 дек 2015 | Монтафон, Австрия | FRA-1 Нелли Моенн-Локкоз Хлоя Треспёш | USA-1 Линдси Джекобеллис Фаей Гулини | SUI-1 Симона Майлер Александра Хаслер |        |

### Параллельные дисциплины

#### Смешанные команды
* ПСЛ — параллельный слалом 
| Дата        | Место                | Вид | Победитель                           | Второе место                        | Третье место                    | Ссылка        |
| ----------- | -------------------- | --- | ------------------------------------ | ----------------------------------- | ------------------------------- | ------------- |
| 9 янв 2016  | Бад Гаштайн, Австрия | ПСЛ | AUT-2 Сабин Шёффманн Александр Пайер | GER-2 Селина Йорг Стефан Баумейстер | RUS-2 Алёна Заварзина Вик Уайлд |               |
| 14 фев 2016 | Яэрлинг, Австрия     | ПСЛ | Старт отменён                        | Старт отменён                       | Старт отменён                   | Старт отменён |